# Гринвуд (Делавэр)
Гринвуд (англ. Greenwood) — город в округе Сассекс в штате Делавэр США. По данным переписи 2020 года, численность населения составляла 990 человека.

## Население
| 2010 | 2020 |
| ---- | ---- |
| 973  | ↗990 |